# Ophicrania bicolor
Ophicrania bicolor är en insektsart som först beskrevs av Ludwig Redtenbacher 1908.  Ophicrania bicolor ingår i släktet Ophicrania och familjen Phasmatidae. Inga underarter finns listade i Catalogue of Life.